# Quebec Castors
Quebec Castors ali Quebec Beavers je bil profesionalni hokejski klub iz Quebec Cityja, Quebec. Deloval je v ligi Canadian-American Hockey League od 1926 do 1935.

## Zgodovina
Klub je svojo prvo tekmo igral v sezoni 1926/27. Deloval je še v naslednji  sezoni 1927/28, dokler ni razpadel. Leta 1932 je bil oživljen. Prenovljeno moštvo je igralo tri sezone, dokler ni leta 1935 klub za vedno propadel. Lastnik Lucien Garneau je svoj Can-Am klub preselil v Springfield, Massachusetts, in iz njega ustvaril klub Springfield Indians. 